# Ирландия на «Евровидении-1966»
На Евровидении 1966 Ирландию представил Дики Рок с песней Come Back to Stay. Ирландия заняла 4 место с 14 баллами, разделив его с Бельгией. Наибольшее количество баллов (5) Ирландии дала  Франция.
Выставленные очки Ирландии другими странами:
| Страна     | Количество баллов |
| ---------- | ----------------- |
| Бельгия    | 3                 |
| Франция    | 5                 |
| Нидерланды | 3                 |
| Югославия  | 3                 |
| Всего      | 14                |

Очки, выставленные Ирландией другим странам:
| Страна         | Количество баллов |
| -------------- | ----------------- |
| Швейцария      | 3                 |
| Великобритания | 5                 |
| Нидерланды     | 1                 |